# Teatro della Concordia
El Teatro della Concordia (es: Teatro de la Unión), está ubicado en Monte Castello di Vibio, de la región de Umbría en Italia. Es el teatro all'italiana más pequeño del mundo. El plan arquitectónico del auditorio tiene forma de campana, con una sala profunda y estrecha que se abre a un proscenio y un escenario, que es un diseño típico de teatro italiano.
El teatro cuenta únicamente con 99 asientos, que se distribuyen en 62 asientos en palcos y 37 asientos en platea. El auditorio tiene una superficie de 68 metros cuadrado, el escenario de 50 metros cuadrados y el vestíbulo de entrada de 29 metros cuadrados . El teatro tiene presentaciones públicas y se representa regularmente.

## Historia

### Siglo 19
El Teatro della Concordia fue construido a principios del siglo XIX, durante la época de la invasión de las guerras napoleónicas, por nueve prósperas familias de Umbría. Querían apoyar ideales culturales más allá de los objetivos de la Revolución Francesa, incluido el espíritu de libertad, igualdad y hermandad. El nuevo teatro fue inaugurado en 1808. El interior del teatro fue decorado posteriormente en 1892 con frescos de Luigi Agretti.

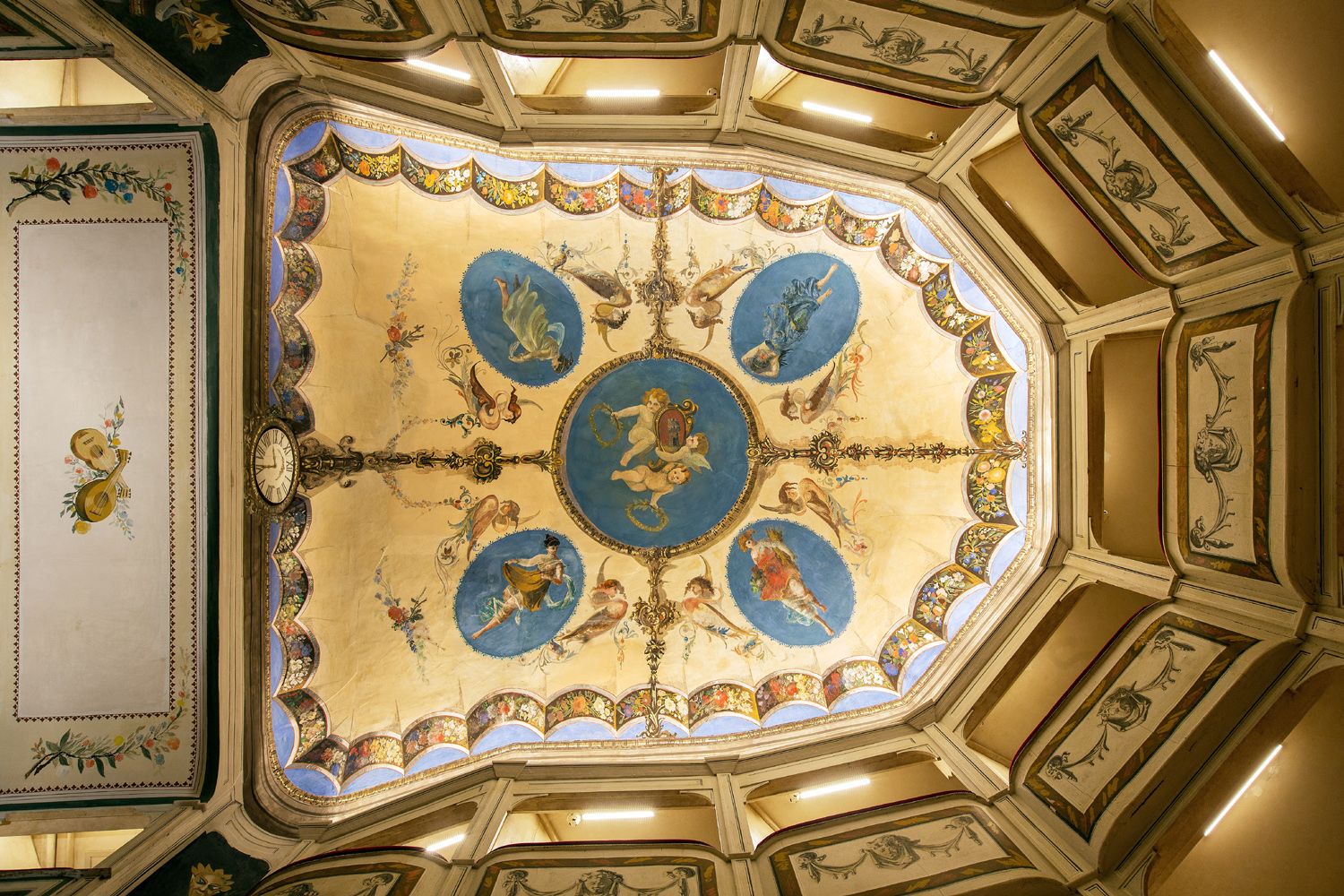
Fresco de techo por Luigi Agretti.

### Siglo 20
Debido al deterioro de la posguerra (Segunda Guerra Mundial), el edificio se cerró en 1951. Treinta años después, en 1981, el municipio de Monte Castello di Vibio compró el teatro y lo restauró bajo la dirección de los arquitectos Paolo Leonelli y Mario. Struzzi. El Teatro della Concordia fue reabierto en 1993. Ese mismo año se fundó la asociación Società del Teatro della Concordia.
En 1997, el Teatro della Concordia inició una colaboración con el Teatro Farnese de Parma. En 2008 se inauguró la Sala Espositiva Nello Latini en el sótano del Teatro della Concordia con motivo de su 200º Jubileo. Edoardo Brenci, presidente de la Società del Teatro della Concordia, organiza cada año una serie de eventos con producciones escénicas, conciertos, exposiciones y otros eventos.

### Actuaciones
Entre los artistas conocidos que han actuado en el Teatro della Concordia se encuentran, entre otros, la actriz italiana Gina Lollobrigida, así como la música austriaca Johanna Beisteiner.

## Gallería

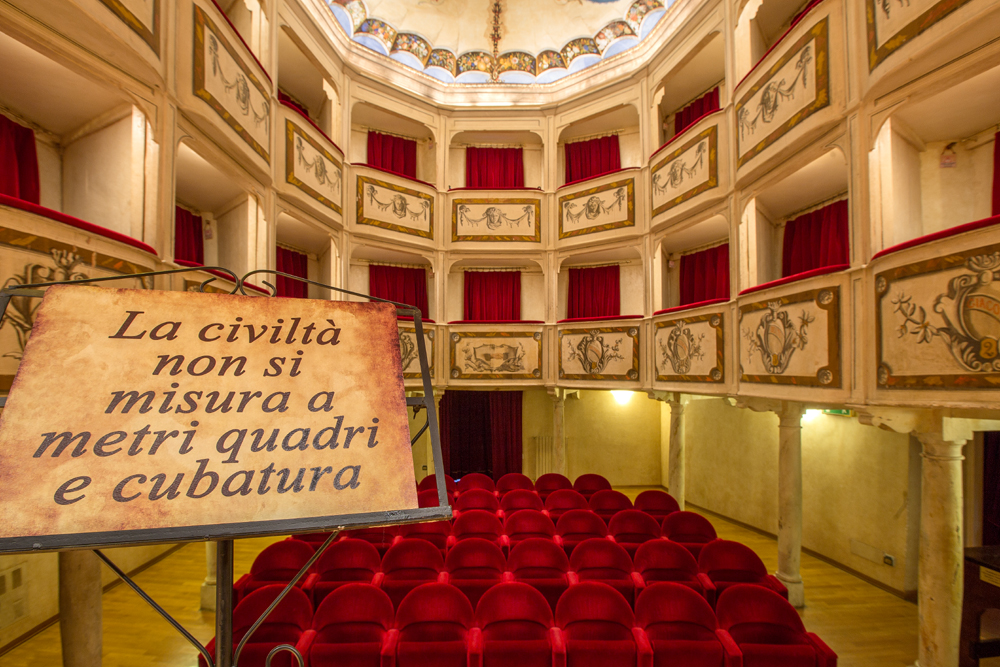
Auditorio y lema ″La civilización no se mide en metros cuadrados ni en volumen″
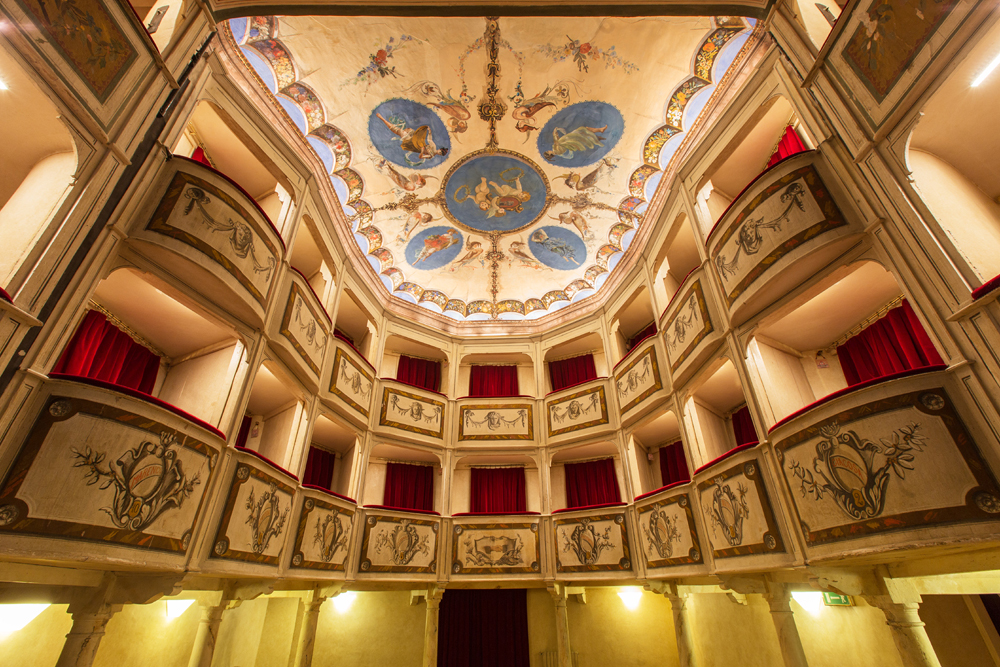
Palcos y partes del fresco del techo.
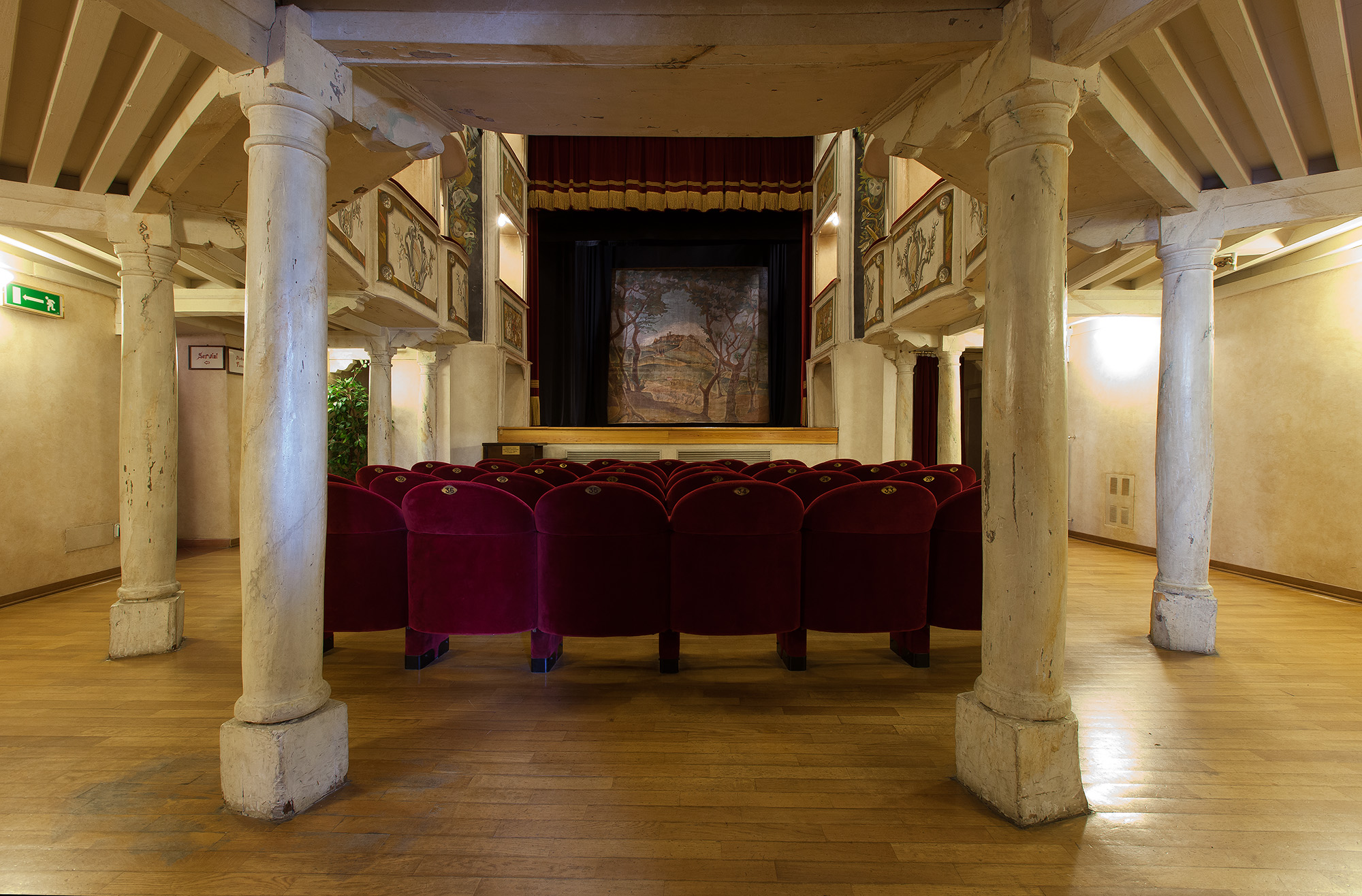
Butacas y escenario.
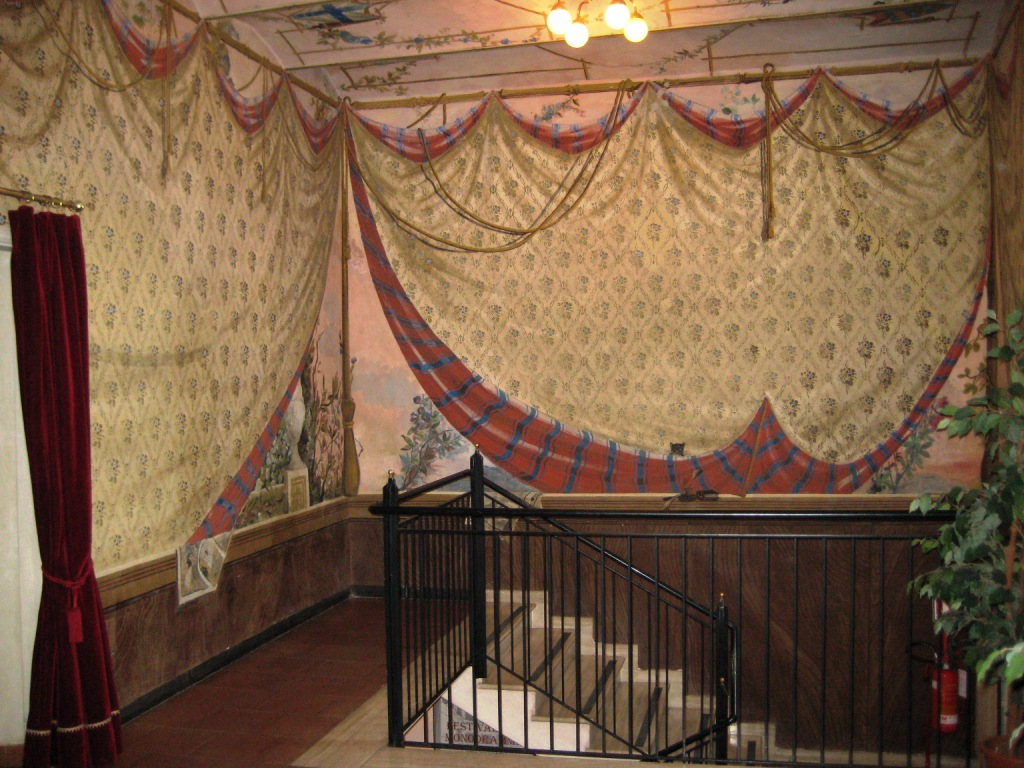
Vestíbulo
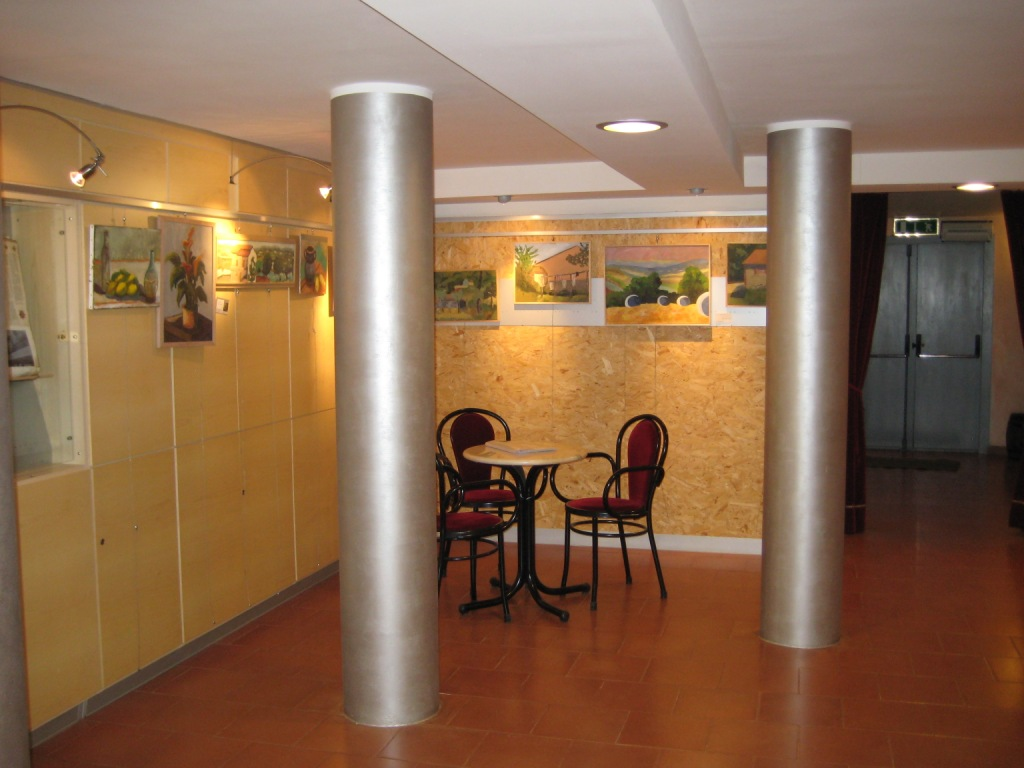
Sala de exhibición Nello Latini
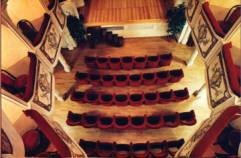
Auditorio en forma de campana
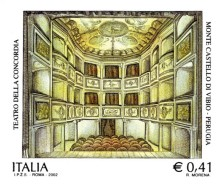
Sello italiano del año 2002 que muestra el Teatro della Concordia